# Ozo
Ozo is een gehucht in de Belgische provincie Luxemburg. Het ligt in Izier, een deelgemeente van Durbuy. Ozo ligt meer dan twee kilometer ten westen van het dorpscentrum van Izier.

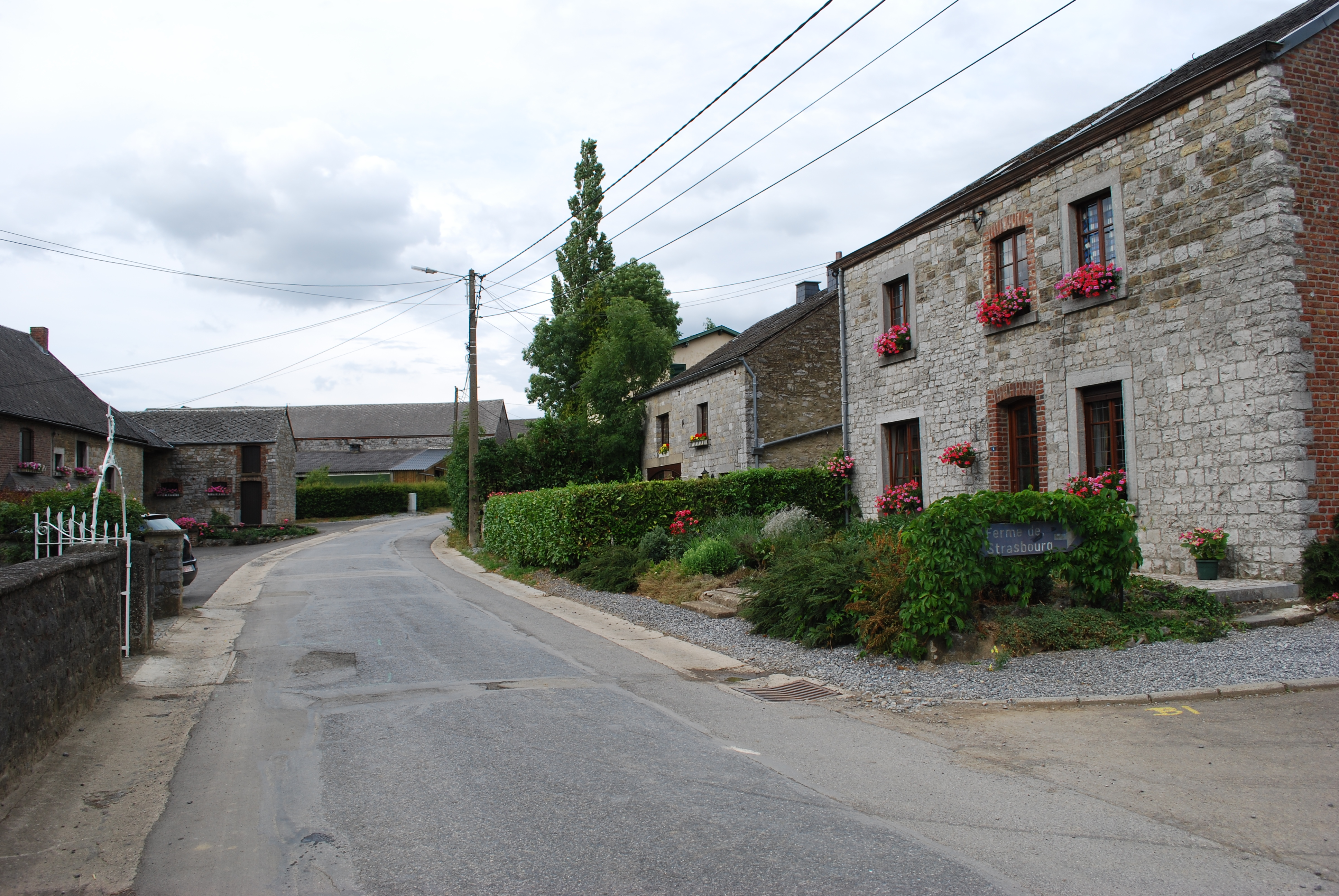
Dorpscentrum van Ozo

## Geschiedenis
Op de Ferrariskaart uit de jaren 1770 staat de plaats weergegeven als het dorpje Ozo. Op het eind van het ancien régime werd Ozo een gemeente, maar deze werd in 1823 alweer opgeheven en bij Izier gevoegd. In 1977 werd Izier met daarin Ozo een deelgemeente van Durbuy.

## Bezienswaardigheden
- Église Saint-Cunibert

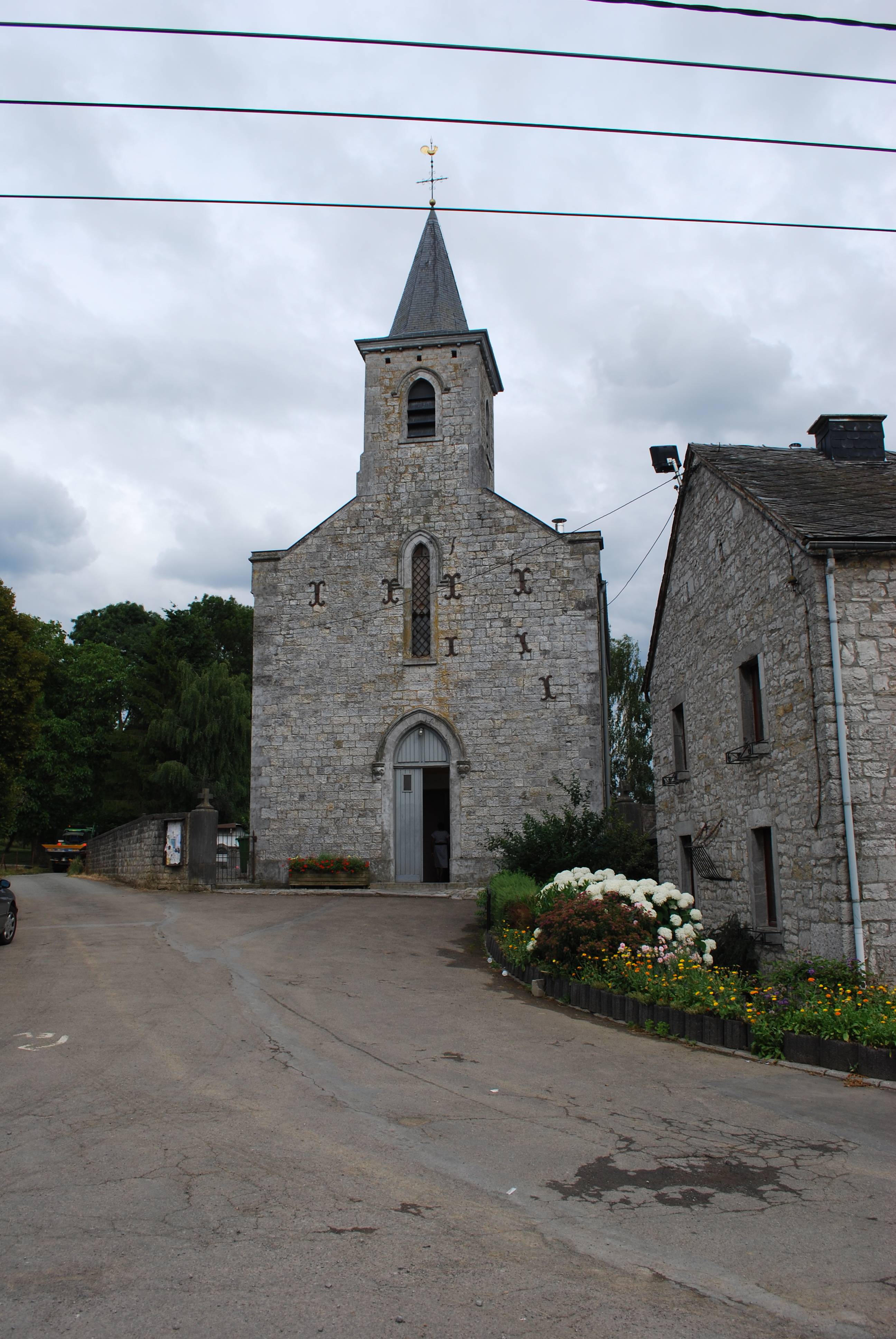
Église Saint-Cunibert

- Menhir van Ozo, een van de megalieten bij Wéris

Deelgemeenten: Barvaux · Bende · Bomal · Borlon · Durbuy · Grandhan · Heyd · Izier · Septon · Tohogne · Villers-Sainte-Gertrude · Wéris

Overige plaatsen: Aisne · Bohon · Grande Enneille· Herbet · Hermanne · Houmart · Juzaine · Longueville · Morville · Oneux · Oppagne · Ozo · Palenge · Pas-Bayard · Petite Enneille · Petite-Somme · Petithan · Rome · Verlaine-sur-Ourthe · Warre

Belgische gemeenten · Arrondissement Marche-en-Famenne · Luxemburg · Wallonië